# Annette Mann
Annette Mann (geborene Schröter; * 31. Dezember 1977 in Simbach am Inn) ist eine deutsche Managerin. Seit März 2022 ist sie Vorstandsvorsitzende der Austrian Airlines.

## Leben
Annette Mann wuchs im niederbayerischen Simbach nahe der österreichischen Grenze auf. Sie studierte Betriebswirtschaft in Ingolstadt und erwarb während ihrer Berufstätigkeit einen Executive Master of Business Administration (MBA) an der Kellogg School of Management.
Ihre berufliche Laufbahn begann sie 2003 als Trainee bei der Lufthansa, wo sie im Rahmen eines Programms für Nachwuchsführungskräfte in den ersten Jahren verschiedene Positionen in den Bereichen Produkt, Vertrieb und Strategie innehatte. Von 2013 bis 2015 war sie verantwortlich für die Entwicklung und Einführung der „Premium Economy Class“ auf Langstreckenflügen. Von 2016 bis 2020 leitete sie bei der zur Lufthansa Group gehörigen Swiss das Produktmanagement. Im selben Zeitraum war sie auch verantwortlich für den Bereich Inflight & Customer Services bei der Lufthansa, Austrian und Brussels Airlines, außerdem war sie Co-Verhandlerin beim Teilverkauf der LSG an die Gategroup. Im Januar 2021 übernahm Mann bei der Lufthansa Group den damals neu aufgestellten Bereich Corporate Responsibility. Damit war sie zuständig für das konzernweite Nachhaltigkeitsprogramm.
Nach ihrer Nominierung durch den Lufthansa-Vorstand Ende 2021 und ihrer Bestellung durch den Aufsichtsrat von Austrian übernahm Annette Mann als Nachfolgerin von Alexis von Hoensbroech den Vorstandsvorsitz der Austrian Airlines zum 1. Januar 2022.